# 重装輪回収車

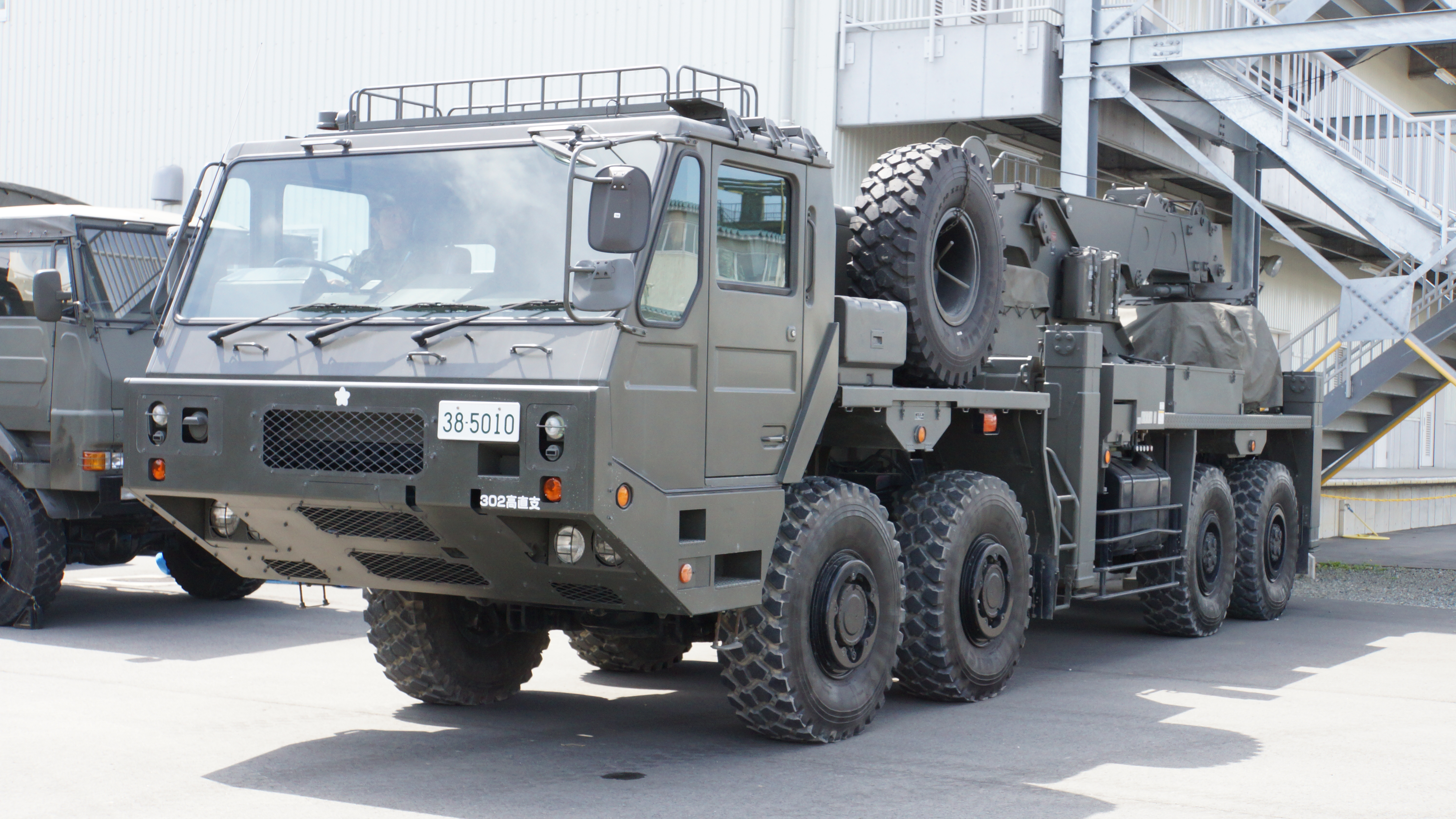
重装輪回収車

重装輪回収車（じゅうそうりんかいしゅうしゃ）は、陸上自衛隊が装輪装甲車の回収及び整備支援をするために導入した車両である。

## 導入の経緯
1980年（昭和55年）代以降、陸上自衛隊は装輪装甲車の装備を拡充してきたが、これら高速の重車輌に追随し、行動不能になった車輌の整備、回収を行なうためには既存の回収車輌は能力不足であった。また、M984等の海外製回収車の中にも要求性能を満たすものがなかった。そのために開発されたのが重装輪回収車であり、2002年（平成14年）に制式化された。初年度調達価格は、一両約1億4500万円。

### 要求性能
重装輪回収車に要求された性能は以下の通りである。
- ウィンチ能力＝地隙に転落した車両を引き上げるのに必要な能力。
  - 最大牽引力：約15トン以上
- 吊上げ牽引能力＝走行不能な車両を牽引輸送するのに必要な能力。一部の車輪が失われた装輪車輌を輸送する場合、吊上げながら牽引する必要がある。
  - 最大吊上げ牽引荷重：約6トン以上
- クレーン能力＝車両整備時において大型部品（エンジン、砲塔等）を吊上げるのに必要な能力。
  - 最大吊上げ荷重：約10トン以上
  - 作業半径：砲塔、エンジン等の積載・卸下が可能
- 機動性能＝装輪装甲車に追随するための能力。
  - 路上最高速度：約100km/h
  - 路外機動性能：装輪装甲車と同程度であり、努めて接地圧が低いこと。
- その他＝車両制限令等各種法令に適合性し、平時に於て公道走行等が出来ること。

### 既存車輌等の問題
- 戦車をベースとした装軌式回収車
  - 高価である[注 1]。
  - 路面走行速度が劣る。（78式戦車回収車は50km/h、90式戦車回収車は70km/h）
  - 吊上げ牽引能力が不足しているため、走行不能車輌を輸送するためには別途セミトレーラーが必要になる。
  - 車両制限令に適合しないため、平時には公道走行が制限される。
- 重レッカ
  - ウィンチ能力、吊上げ牽引能力共に不足。クレーン能力も作業半径が不足。
  - 吊上げ牽引能力が不足しているため（3.5トン）、走行不能車輌を輸送するためには別途セミトレーラーが必要になる。また、セミトレーラーに載せるためには2輛の重レッカを使用して走行不能車輌を吊り上げなければならない。
  - 路外機動性能が劣る。
- 海外製回収車
  - 路面走行速度が要求性能を満たさないものも多く、全てのものが車両制限令に規定されている最小旋回半径の条件（12メートル）を満たさなかった。

## 概要
車体は4軸8輪の大型車両で、前四輪で操舵を行う。車体後方にクレーン装置と吊り上げ牽引装置およびウインチを各1基、操縦室の後方に予備のタイヤ1つを搭載している。これらの装備により、装輪装甲車両のエンジンや砲塔交換、転落した装輪装甲車両の回収、走行不能となった装輪装甲車両の吊り上げ牽引走行などを行なう。

### 諸元・性能等

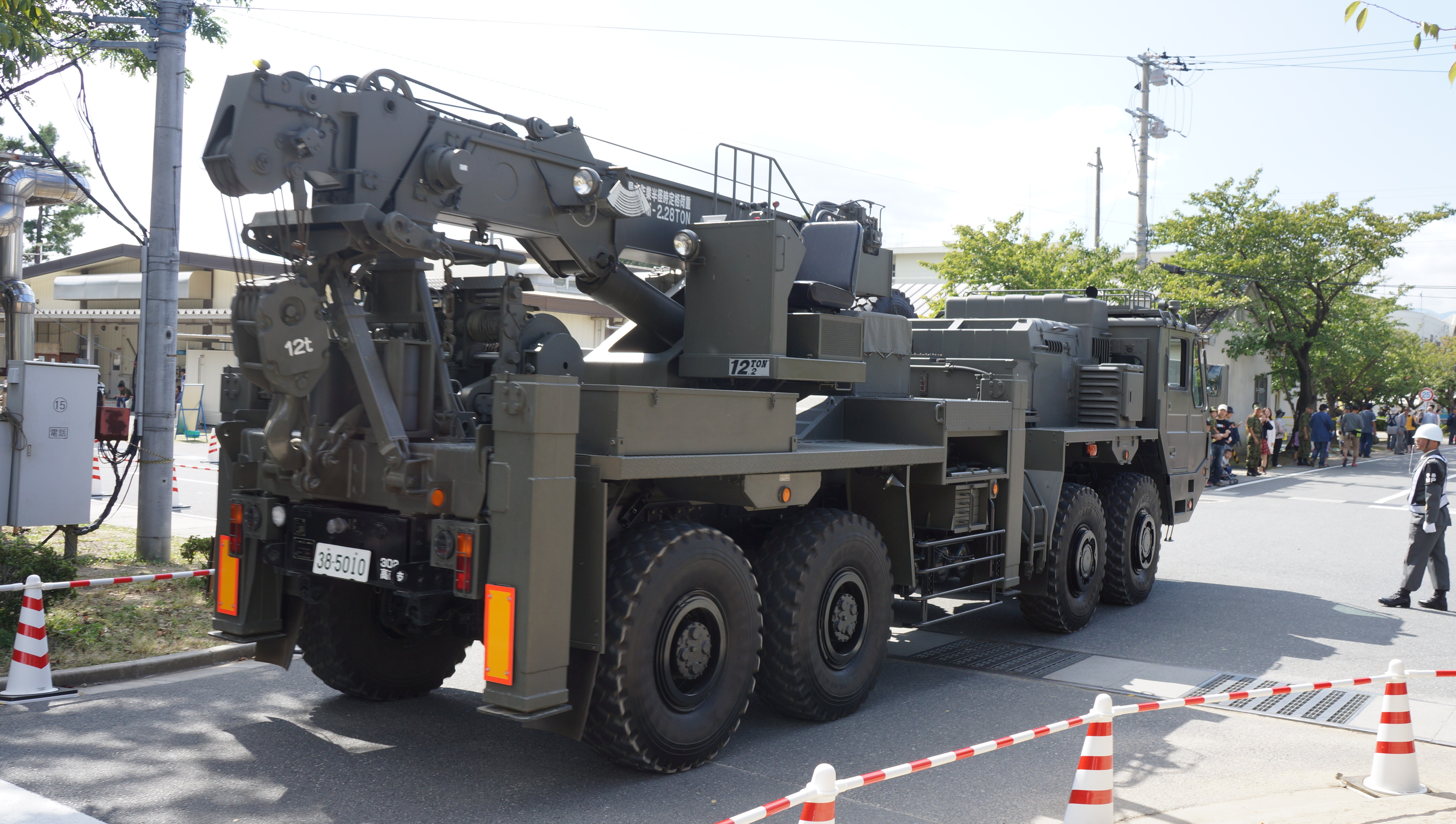
重装輪回収車　後方より
後部のクレーンには「12t」の表示がある

- 全長：約11m[3]
- 全幅：約2.5m
- 全高：約3.4m
- 車両重量：24.8t[3]
- 牽引能力：約15t[1][3]
- クレーン能力：約12t[1][3]
- 最高速度：約100km/h[3]
- 乗員：3名[3]
- 製作：三菱重工業[1][3]

## 派生型

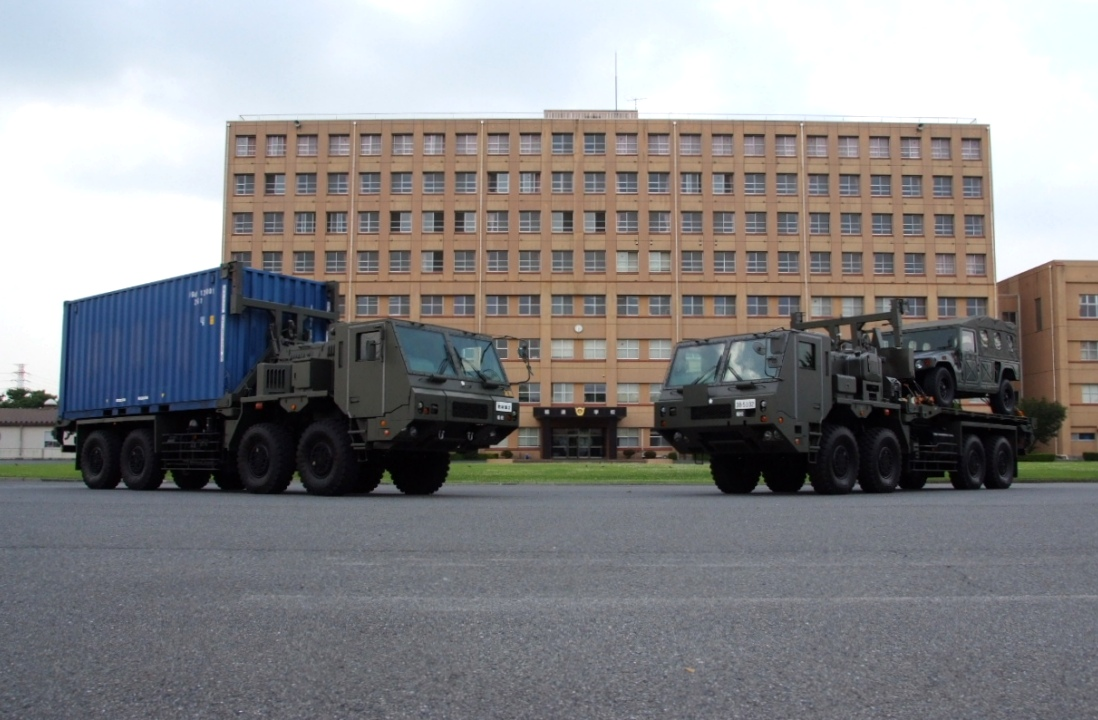
10tトラック（PLS付）

重装輪回収車はその余裕のある車体と馬力を活かして、他の装備の搭載車両にも用いられており、いわゆる“ファミリー化”が行われている。
03式中距離地対空誘導弾システム
- 捜索兼射撃用レーダ装置車
- 発射装置車
- 運搬・装てん装置車
- レーダ信号処理兼電源車

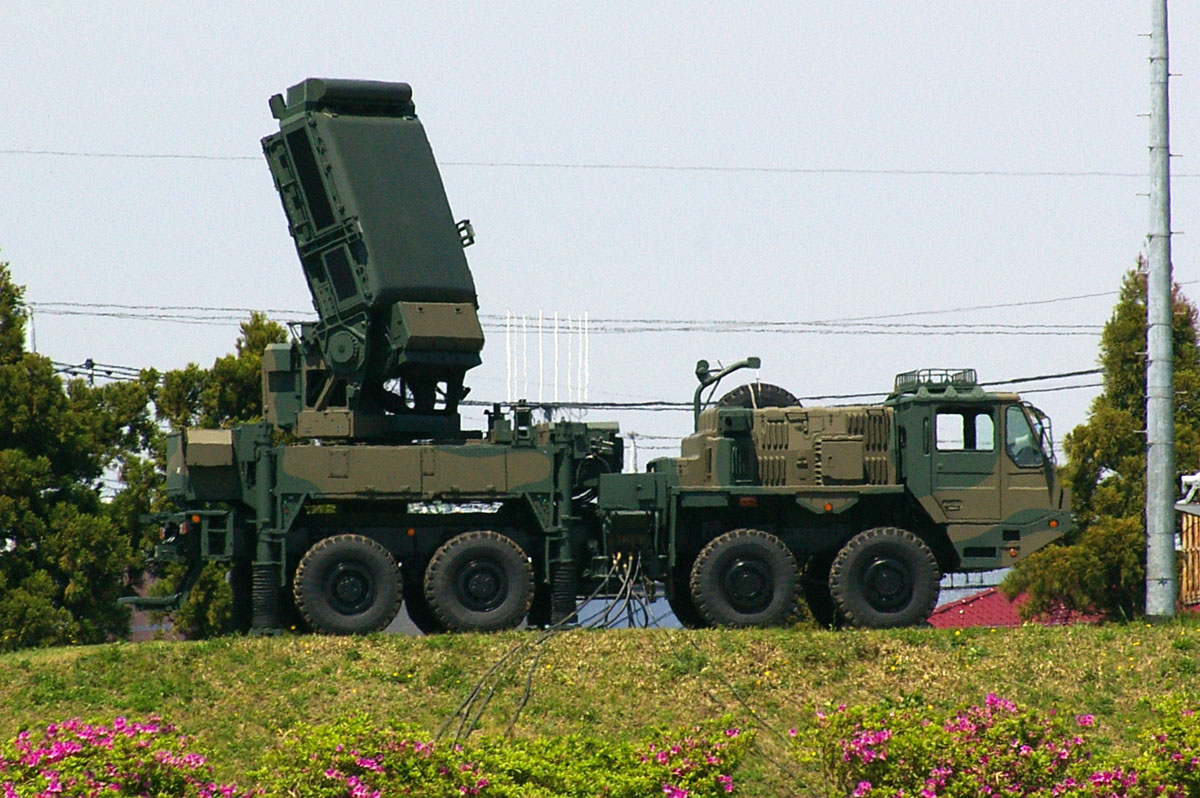
03式中距離地対空誘導弾、捜索兼射撃用レーダ装置車
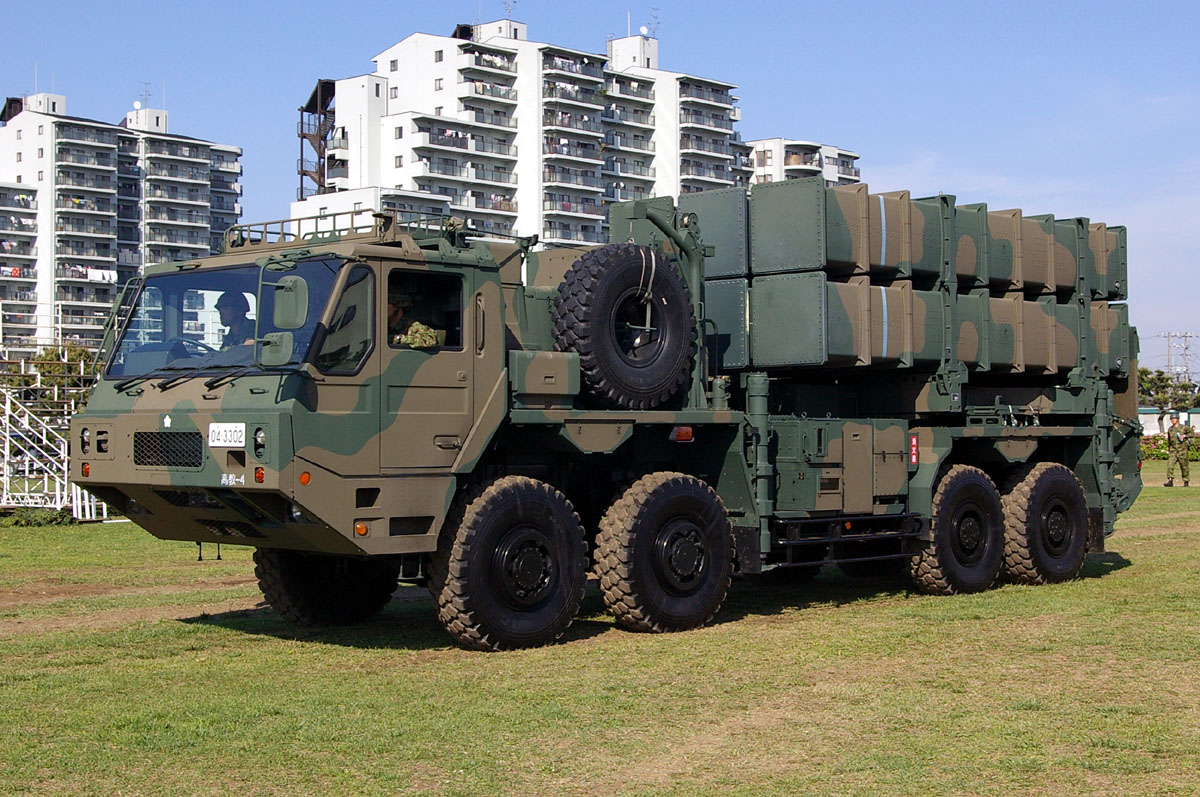
同発射装置車
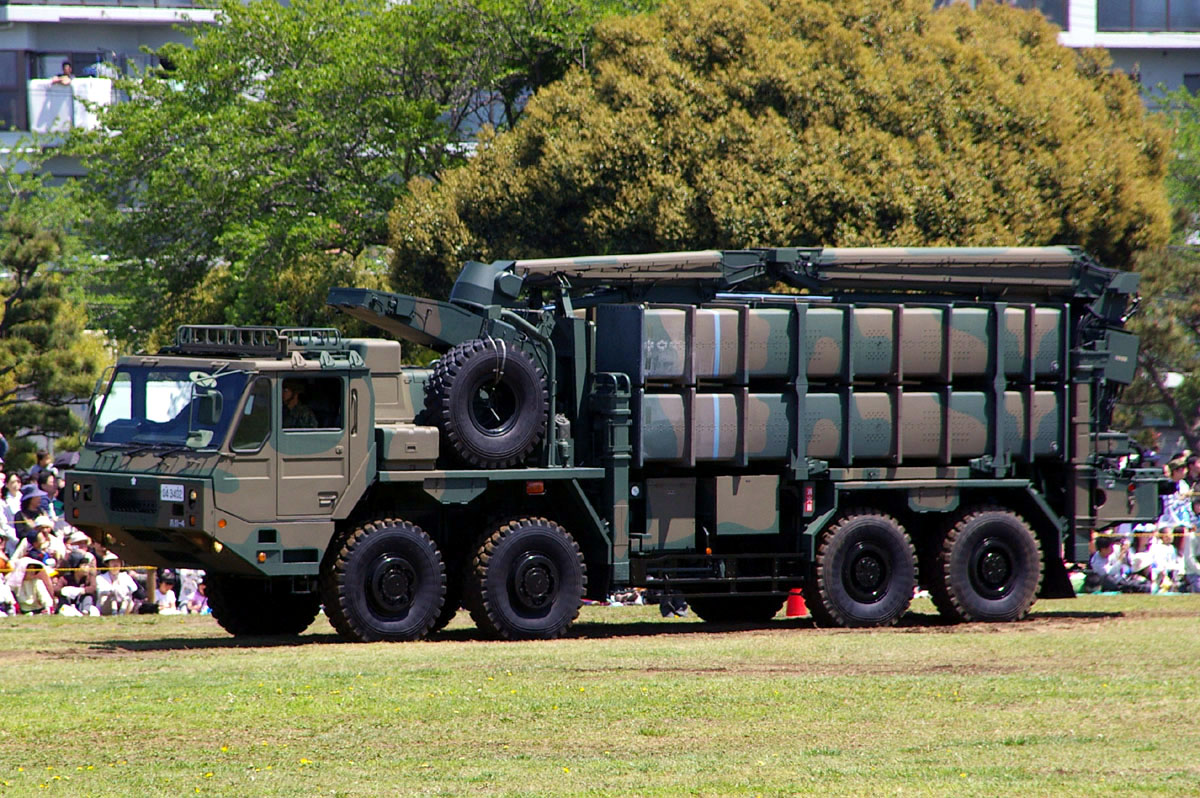
同運搬・装てん装置車
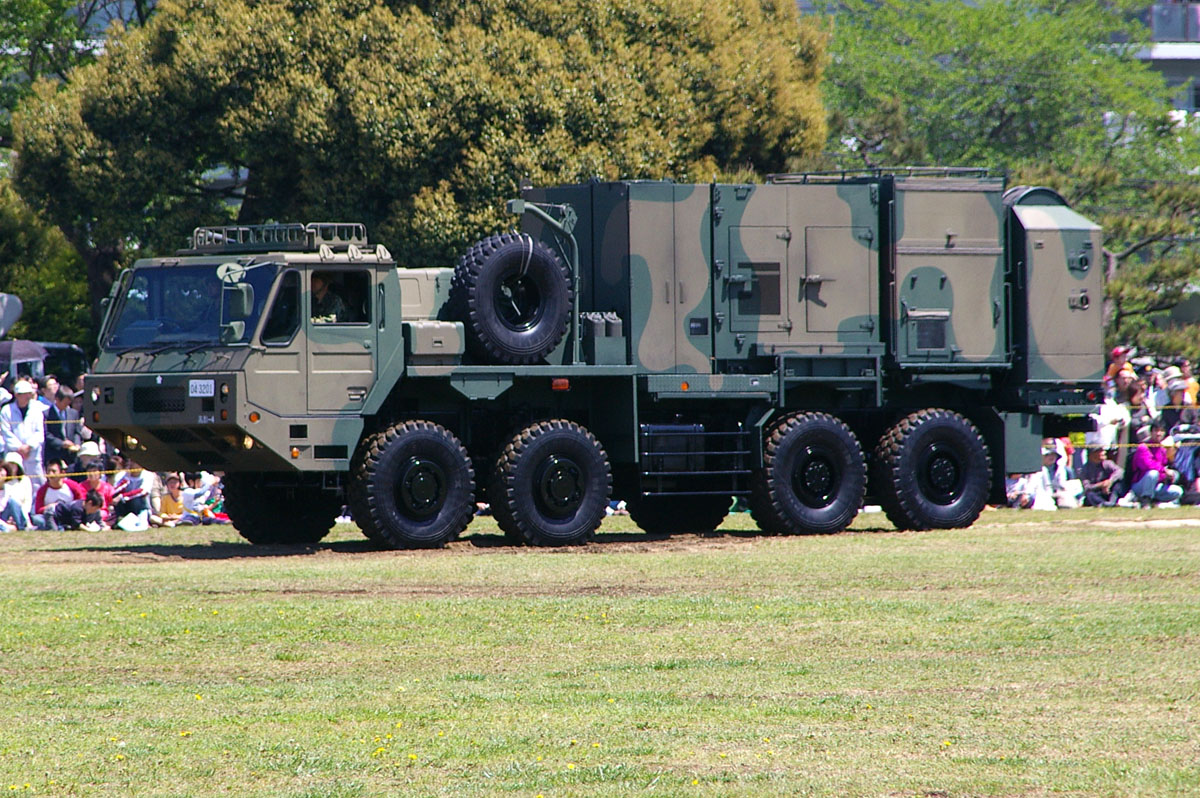
同レーダ信号処理兼電源車

12式地対艦誘導弾システム
- 発射機

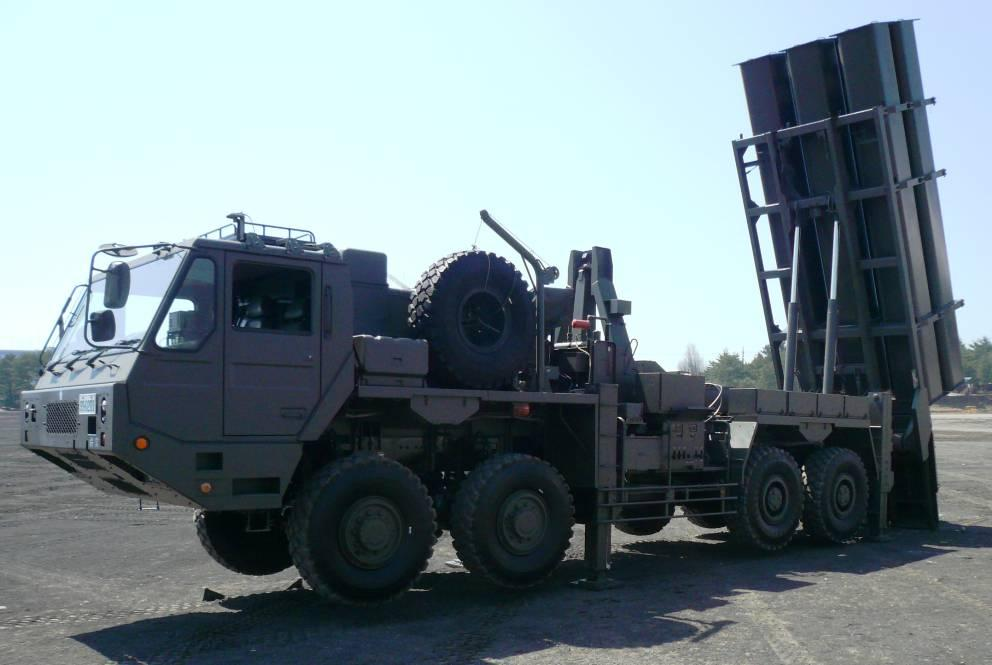
12式地対艦誘導弾、発射機搭載車

対空レーダ装置 JTPS-P25 
- レーダ装置

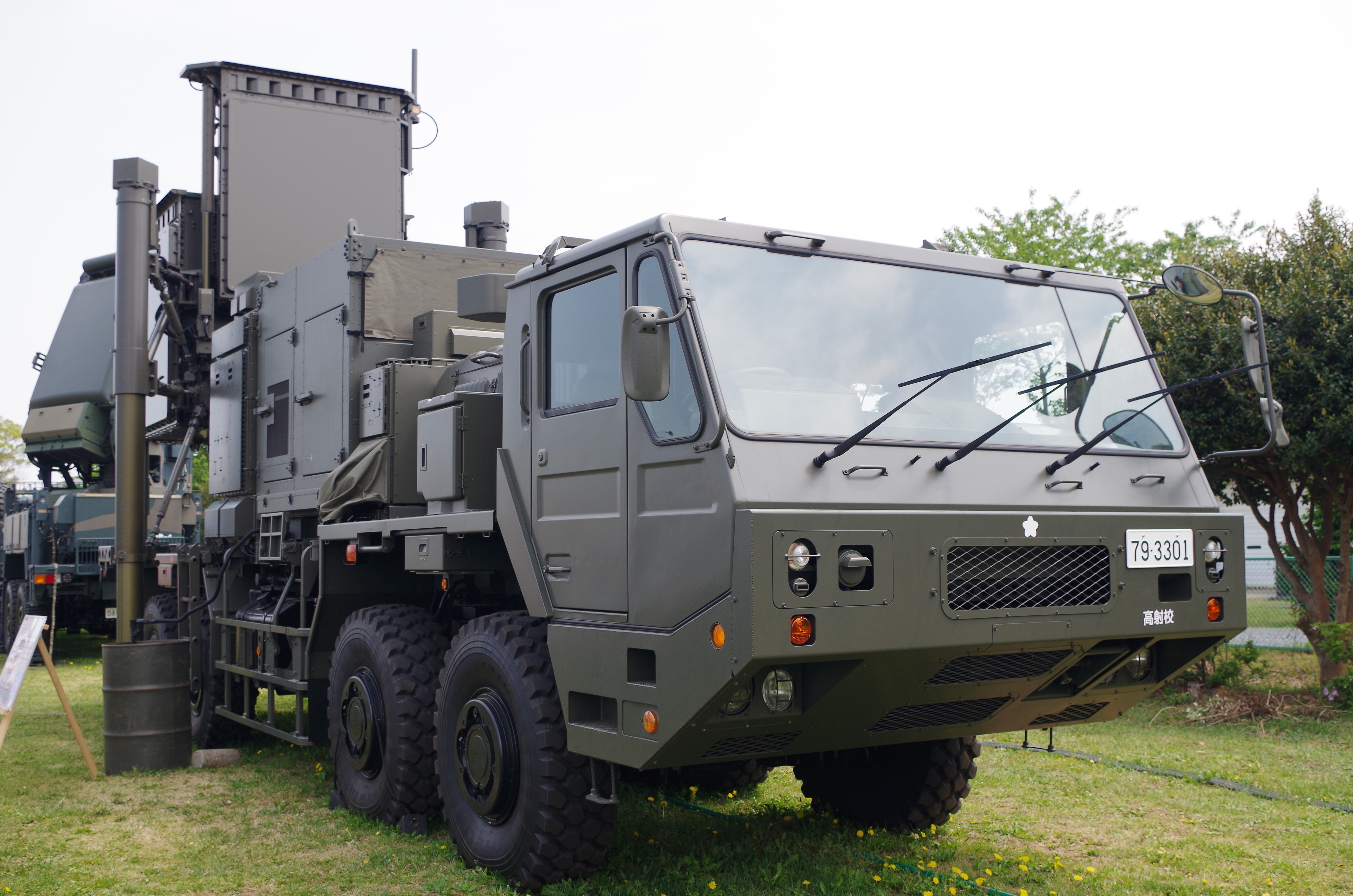
対空レーダ装置1号JTPS-P25、レーダ装置車

10tトラック（PLS付）
- 10tトラック（PLS付）

### 重装輪回収車（B）
16式機動戦闘車等の整備・回収支援に使用できるクレーン能力等の性能を向上させた重装輪回収車（B）を2021年（令和3年）度に取得開始。